# Lucia True Ames Mead

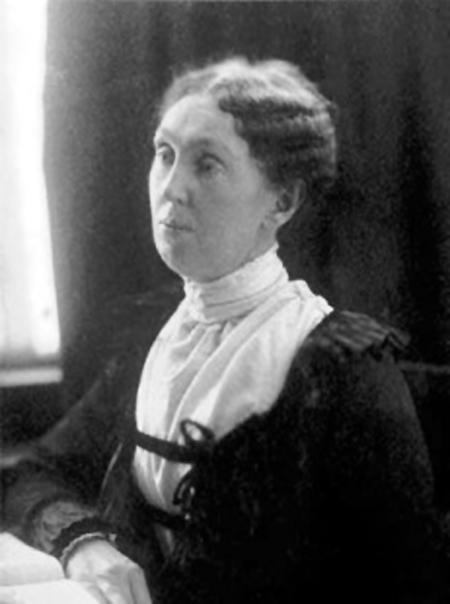
Lucia True Ames Mead (um 1923)

Lucia True Ames Mead (* 5. Mai 1856 als Lucia Jane Ames in Boscawen, New Hampshire, Vereinigte Staaten; † 1. November 1936 in Boston, Massachusetts) war eine US-amerikanische Pazifistin und Feministin.

## Leben und Wirken
Lucia True Ames Mead wurde am 5. Mai 1856 als drittes von vier Kindern von Nathan Plummer Ames (1816–1881) und Elvira Coffin Ames (1819–1861) als Lucia Jane Ames in Boscawen, New Hampshire geboren. Nachdem 1861 ihre Mutter gestorben war, lebte Lucia Jane Ames bis 1870 in der Nähe von Chicago. Sie besuchte öffentliche und Privatschulen in Illinois und Massachusetts und graduierte an der Salem Normal School in Salem. 1870 zog sie nach dem Tod ihrer Stiefmutter Emily Knight Brown zu ihrem Bruder Charles Henry Ames nach Boston. Zu dieser Zeit änderte sie ihren Namen in Lucia True Ames. In Boston besuchte sie die High School, studierte Musik und arbeitete von 1875 bis 1886 als Klavierlehrerin. Danach begann sie, zu geisteswissenschaftlichen Themen wie Literatur, Geschichte und Philosophie zu unterrichten und Vorträge zu halten. 1897 hielt sie auf der Lake Mohonk Konferenz zur Internationalen Schiedsgerichtsbarkeit einen Vortrag über die Rolle von Frauen als Mütter und Lehrerinnen bei der Förderung des Friedens.
Am 29. September 1898 heiratete sie den Autoren, Herausgeber und Pazifisten Edwin Doak Mead (1876–1937). Das Paar hatte keine Kinder.

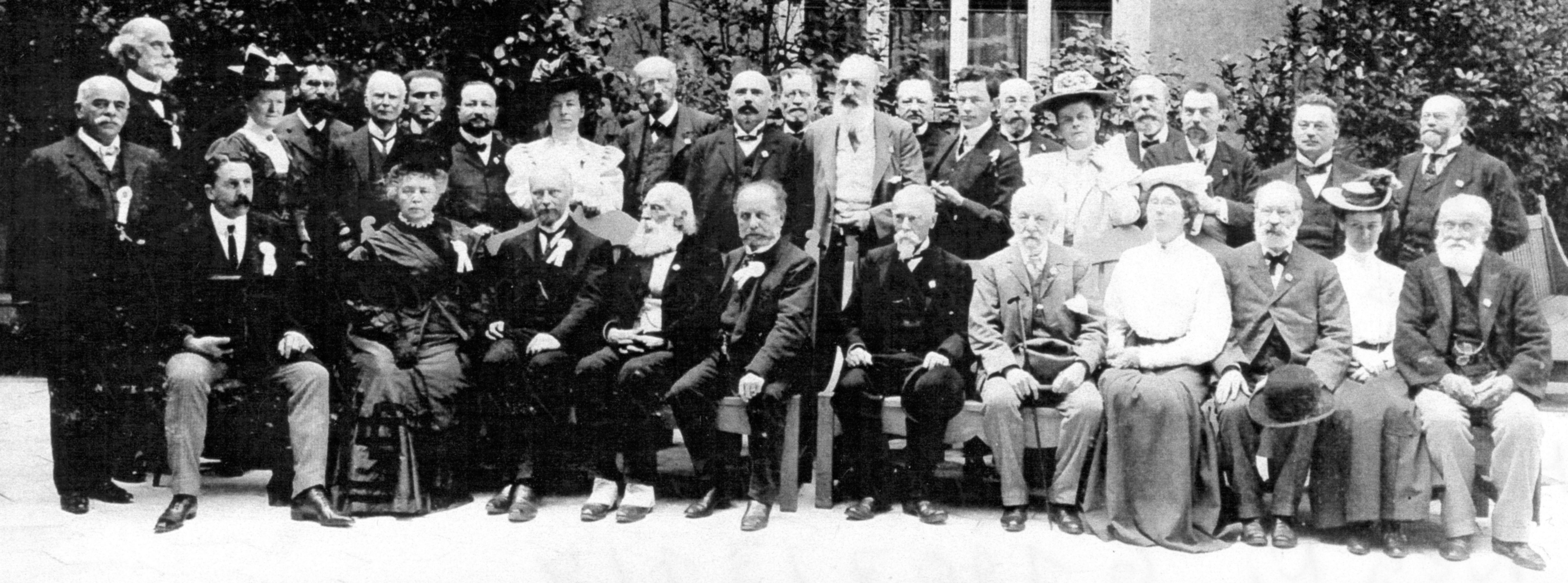
Weltfriedenskongress 1907
Lucia True Mead vorn Vierte von rechts
links neben ihr Edwin Doak Mead

1907 nahm sie mit ihrem Mann am Weltfriedenskongress in München teil. Das Ehepaar wurde 1913 durch den Friedensaktivisten Samuel Train Dutton für den Friedensnobelpreis vorgeschlagen.
Lucia True Ames Mead war Mitglied mehrerer Friedens- und Frauenorganisationen, teilweise in führenden Funktionen. Sie war Vizepräsidentin des „National Council for Prevention of War“ und Vorstandsmitglied des „National Council of Women of the United States“. 1919 war sie Delegierte auf der Gründungskonferenz der Women’s International League for Peace and Freedom in Zürich. Weiterhin war sie Mitglied der „Massachusetts Woman Suffrage Association“, der „Women’s Educational and Industrial Union“, der „American Peace Society“ und der „Woman’s Peace Party“.
1936 geriet sie in der Bostoner U-Bahn in eine Menschenmenge, stürzte und starb einige Tage später. Sie wurde auf dem Mount Auburn Cemetery bei Cambridge beigesetzt.

## Schriften
- Great Thoughts for Little Thinker. Putnam, New York 1888, OCLC 314349763.
- Memoirs of a Millionaire. Houghton, Mifflin & Co, New York 1889, OCLC 2002468. Reprint: Hansebooks, Norderstedt 2018, ISBN 978-3-337-57476-5.
- To Whom Much is Given. Crowell, New York/Boston 1899, OCLC 879433353.
- Milton’s England. Page, Boston 1903, OCLC 706114143.
- A Primer of the Peace Movement. American Peace Society, Boston 1904, OCLC 78384695.
- Patriotism and the New Internationalism. Ginn, Boston 1906, OCLC 824213851.
- Teaching Patriotism and Justice. American Peace Society, Washington, D.C. 1907, OCLC 14239427.
- Educational Organizations Promoting International Friendship. International School of Peace, Boston 1910, OCLC 1030315585.
- Patriotism and Peace, how to Teach them in Schools. International School of Peace, Boston 1910, OCLC 1050775871.
- Swords and Ploughshares, or the Supplanting of the System of War by the System of Law. Mit einem Vorwort von Bertha von Suttner. Putnam, New York 1912, OCLC 794011273.
- Women and the War System. How the System Affects Women. World Peace Foundation, Boston 1912, OCLC 804844000.
- Economic Facts for Practical People. American Peace Society, Washington, D.C. 1914 OCLC 18079770.
- Outline of Lessons on War and Peace. World Peace Foundation, Boston 1915, OCLC 499630656.
- (Hrsg.): The Overthrow of the War System. Forum, Boston 1915. Reprint: BiblioBazaar, London 2009, ISBN 978-1-110-70172-8.
- A Pacifist Program for Preparedness. American Peace Society, Washington, D.C. 1916, OCLC 560701062.
- What Young People Ought to Know About War and Peace. New England Publishing Company, Boston 1916, OCLC 1050696436.
- Law or war. Doubleday, Garden City, N.Y. 1928, OCLC 1274040930.